# Амаев, Амир Джабраилович
Амир Джабраилович Амаев (28 декабря 1921, Унчукатль, Лакский район, Дагестанская АССР, РСФСР — 19 августа 2015, Москва, Россия) — участник Великой Отечественной войны, старший лейтенант, советский и российский физик-ядерщик, доктор технических наук, лауреат Ленинской премии, премий Совета Министров СССР, Минатома СССР и Минатома России, заслуженный деятель науки Республики Дагестан, заслуженный ветеран Института атомной энергии имени Курчатова, член учёных советов по присуждению учёных степеней докторов наук, кавалер многих орденов и медалей, автор нескольких монографий и ряда изобретений.

## Биография
Родился в селе Унчукатль. Отец умер когда ему было два года. Первые четыре класса окончил в родном селе. В 1934 году окончил 5-й класс в школе села Кумух, в 1941 году — Махачкалинский механический техникум.

### Великая Отечественная война
Защита диплома совпала с началом Великой Отечественной войны. Он пытался уйти на фронт добровольцем, однако был направлен на завод в Каспийске. Но в феврале 1942 года он всё равно добился направления на военную службу. Окончил Махачкалинское пехотное училище, потом офицерское училище в Тбилиси. Получил звание младшего лейтенанта. Училище было преобразовано в 69‑й отдельный танково-истребительный батальон и направлено на передовую. Участвовал в боях под Орджоникидзе и Моздоком. Был пленён, но сумел избежать расстрела и бежать. После проверки был назначен командиром стрелковой роты.
5 мая 1943 года во время боёв в Краснодарском крае был тяжело ранен и впоследствии комиссован. После окончания лечения в его теле осталось ещё полсотни осколков. Через полгода после ранения на костылях вернулся в родное село. Пенсию по ранению получать отказался: перечислял её в Фонд обороны.

### Послевоенный период
В 1950 году с отличием окончил Московский механический институт (с 2009 года — Национальный исследовательский ядерный университет «МИФИ») и был направлен в лабораторию № 2 к Игорю Курчатову. По его заданию стал заниматься исследованием природы радиационного повреждения материалов. После того, как Амаев успешно справился с заданием, его назначили руководителем лаборатории, которая занималась этой проблематикой. В лаборатории был изучен способ восстановления облучённых корпусов ядерных реакторов для обеспечения их безопасной эксплуатации. Кроме того, лаборатория занималась вопросами прогнозирования сроков эксплуатации ядерных установок.
В 1956 году, за участие в создании атомного реактора первой атомной подводной лодки «Ленинский комсомол», Амаев был награждён медалью «За трудовое отличие», а в 1958 году — орденом Трудового Красного Знамени.
Многие годы был экспертом рабочих групп Международного агентства по атомной энергии, руководителем групп, занимающихся проблемами исследований реакторных материалов с целью повышения безопасности эксплуатации действующих ядерных установок и для создания новых поколений реакторов. Содействовал международному сотрудничеству в области радиационного металловедения. Участвовал в разработке ядерных энергетических установок различного назначения (подводных лодок, атомных ледоколов, атомных электростанций и др.). За внедрение технологии безопасности в блоках атомных электростанций был награждён премией Совета Министров СССР. Позже реализовал эту технологию на АЭС ГДР, Болгарии, Венгрии.
Работал под руководством академиков Анатолия Петровича Александрова, Юлия Борисовича Харитона, В. В. Гончарова, Андрея Дмитриевича Сахарова.
Является автором более 1000 научных работ, участником многих международных симпозиумов в Австрии, Великобритании, Венгрии, Германии, Канаде, США, Финляндии, Франции, Чехословакии, Швеции, Швейцарии, Японии и других странах. В течение 20 лет возглавлял рабочую группу от Советского Союза в МАГАТЭ. В 1987 году по решению Президента СССР Михаила Горбачёва и президента США Рональда Рейгана была организована совместная координационная комиссия по безопасной эксплуатации гражданских реакторов. Руководителем этой группы от СССР был назначен Амаев.
Был председателем Совета старейшин Московского культурного центра «Дагестан».

## Награды и звания
- Лауреат Ленинской премии (1963);
- Лауреат премии Совета Министров СССР (1991);
- Лауреат премии Минатома СССР (1986);
- Лауреат премии Минатома России (2001);
- Лауреат премии ВДНХ СССР (1978);
- Заслуженный деятель науки Республики Дагестан;
- Заслуженный ветеран Института атомной энергии имени Курчатова;
- Кавалер многих орденов и медалей.